# Женщины в клетках
«Женщины в клетках» (англ. Women in Cages) — американо-филиппинский драматический фильм 1971 года режиссёра Жерара Де Лиона, снятый в стиле Women in Prison.

## Сюжет
Кэрол «Джефф» Джеффрис подставлена своим бойфрендом-гангстером Руди. Она не знает что Руди руководит проституцией, азартными играми и наркоторговлей. Во время совместного похода на петушиные бои, Руди получает большой свёрток героина и заметив полицию просит Джефф спрятать свёрток к себе.
Девушку приговаривают к десяти годам лишения свободы и отправляют в суровую тюрьму, которой руководит Алабама — охранница-лесбиянка с садистскими наклонностями и любовью к различным пыткам.
Руди предлагает сокамернице Джефф Сток, страдающей героиновой зависимостью, убить её в обмен на снабжение её героином. Из-за страха что Джефф может всё рассказать полиции для смягчения срока. Капитан Акоста, пытающийся посадить Руди предлагает другой сокамернице Сэнди убедить Джефф дать показания против Руби в обмен на амнистию.
День за днём Джефф подвергается попыткам убийства со стороны Строк и жестокости Алабамы. Однако оказавшись в карцере и найдя там потайной ход, соединённый с канализацией ведущей за пределы тюрьмы, она решается на побег. Однако, тюрьма окружена джунглями, а местные браконьеры получают неплохую награду за поимку девушек живыми или мёртвыми. Вместе с Сэнди, Сток и ещё одной сокамерницей Терезой — местной девушкой, единственной кто знает джунгли, они сбегают, взяв в заложники Алабаму.

## В ролях
| Актёр           | Роль                         |
| --------------- | ---------------------------- |
| Дженнифер Гэн   | Джефф                        |
| Джуди Браун     | Сэнди                        |
| Роберта Коллинс | Сток                         |
| Пэм Гриер       | Алабама                      |
| Бернард Боннин  | Акоста                       |
| Сэнди Айнон     | Сэнди                        |
| Чарли Давао     | Руди                         |
| София Монан     | Тереза (в титрах не указана) |

## Выпуск на DVD
Женщины в клетках несколько раз издавался на DVD, а перед этим на VHS во время непрерывного интереса к продукции Роджера Кормана. Наиболее новый релиз фильма состоялся компанией Shout! Factory в качестве части Roger Corman's Cult Classics on 6-21-11.

## Интересные факты
- Режиссёр Квентин Тарантино является большим поклонником фильма. Он заявил: «Я большой, огромный поклонник Джерри де Леона… фильм просто суров, груб и жесток». Также он охарактеризовал последний кадр как опустошительно отчаянный.
- Героиня Патрисии Аркетт из фильма Настоящая любовь получила имя Алабама в честь надзирательницы из этого фильма. В оригинальном сценарии Кларенс даже заметил, что это имя звучит как персонаж Пэм Гриер[2][неавторитетный источник]. Тарантино является сценаристом Настоящей любви.
- Женщины в клетках